# Gosho Aoyama
Gosho Aoyama (青山 剛昌 Aoyama Gōshō) (21 de juny del 1963, Daiei (avui Hokuei), Districte de Tōhaku, Prefectura de Tottori) és un dibuixant japonès de manga conegut per la creació de Detectiu Conan i altra sèrie com Yaiba. les quals tenen un públic format tant per adults com xiquets. El seu nom real és Yoshimasa Aoyama (青山 剛昌 Aoyama Yoshimasa).

## Biografia
Va néixer el 21 de juny de 1963 a Daiei, a la prefectura de Tottori. L'any 2005, Gosho es va casar amb Minami Takayama, l'actriu de doblatge que dona la veu a Conan Edogawa en la versió japonesa, divorciant-se el desembre del 2007. Va començar a dibuixar quan encara era un estudiant de belles arts a la universitat de Nihon, on va entrar a formar part del club de manga, perquè li va semblar divertit. Allí va conèixer el mangaka Yutaka Abe, qui el va animar a seguir dibuixant i el va impulsar a fer la carrera de mangaka, ja que la intenció principal d'Aoyama en entrar a la facultat era ésser professor d'art, però que va canviar al prendre's de debò els elogis d'Abe.
El seu debut va ser l'obra Chotto Mattete, que va ser publicada a la revista Shonen Sunday a l'hivern de 1987. Després d'això, Magic Kaito es va publicar a la mateixa revista, guanyant el premi Shonen Shunday el 1992.
Ha guanyat el Premi Shogakukan el 1993 (el 38è) i el 2001 (el 45è).
El 5 de maig 2005 es va casar amb l'actriu de veu que dona la veu a Conan Edogawa a l'anime, Minami Takayama.
El març de 2007 s'obrí un museu dedicat a les seues obres en Hokuei: Museu Aoyama Gosho Furusato. El 10 de desembre d'aquell mateix any es va divorciar.
El 2017 les seues obres arribaren a tindre 200 milions d'exemplars al món.

## Obres
- Wait a Minute (ちょっとまってて, Chotto Matte)[1] (1987)
- Yaiba[1] (剣勇伝説YAIBA, Ken'yū Densetsu Yaiba) (1988–1993)
- Magic Kaito[1] (まじっく快斗, Majikku Kaito) (1988–2007)
- Històries curtes de Gosho Aoyama
- Detectiu Conan (名探偵コナン, Meitantei Conan)[1] (1994–present)
- Tell me a lie (私にウソをついて, Watashi ni Uso wo Tsuite) (2007)